# Самбгогакая
Самбгогакая (санскр. संभोगकाय — середнє з трьох тіл Будди, «тіло блаженства» або «божественне тіло») — образ Будди, досягаємий в глубокій медитації. В цій містичній формі Будда проявляє себе для того, щоб
дати глибокі повчання бодгісаттвам та йогинам.
Самбгогакая відповідає сфері форм і є не досягненою в сфері бажань, в якій Будда проявляє себе через нірманакаю.